# Un papa, une maman, une famille formidable (la mienne !)
Un papa, une maman, une famille formidable (la mienne !) est une bande dessinée autobiographique de Florence Cestac publiée en 2021 chez Dargaud. L'album évoque son enfance avec sa famille et, plus particulièrement, ses parents Jacques et Camille Cestac, montrant son père sous un jour peu flatteur. La préface est signée Daniel Pennac.

## Résumé
L'album s'ouvre par une déclaration de Jacques Cestac : « Si je me suis marié, c'est pour me faire servir ». Issu de la petite bourgeoisie de province, il est ingénieur des Arts et Métiers et épouse Camille, fille d'un fermier, peu avant la Seconde Guerre mondiale. La paix revenue, suivent les Trente Glorieuses et trois enfants. Le père assure l'aisance matérielle de sa famille (belle maison, voiture, résidence secondaire) mais il se montre distant envers ses enfants et il se comporte en tyran envers son épouse. Si son comportement en public est agréable, en privé il devient colérique, cassant, humiliant. Face à la dyslexie de ses enfants, il s'emporte contre eux. La mère de famille, en revanche, se montre en général souriante. Les relations familiales « tumultueuses » conduisent Florence Cestac à entrer au pensionnat à Honfleur, épisode déjà raconté dans Filles des oiseaux. Le récit décrit aussi l'émancipation et l'ascension de l'autrice dans le monde de la bande dessinée, jusqu'au grand prix de la ville d'Angoulême — qui n'inspire aucune marque d'estime chez son père.

## Personnages
- Florence Cestac : autrice de bande dessinée, Florence Cestac a grandi à Pont-Audemer et à Rouen. Après des études artistiques, elle co-fonde et co-dirige les éditions Futuropolis. En 2000, elle reçoit le grand prix de la ville d'Angoulême[3]. Elle est connue pour ses positions féministes et l'humour de ses œuvres[3]. Elle a une sœur aînée et un frère cadet[5].
- Jacques Cestac : père de Florence Cestac, originaire du bassin d'Arcachon[9]. Il est décrit sous un angle « peu élogieux »[10] : il se comporte en « tyran domestique » et reste indifférent envers sa progéniture[6]. Florence Cestac le décrit comme « un phallocrate XXL »[3],[10].
- Camille Cestac : mère de Florence Cestac et « dévouée à son mari et sa famille »[5]. Son conjoint la maintient dans une dépendance totale[10]. D'une humeur égale et souriante, elle se montre douée pour tous les travaux manuels[5],[11]. Elle est dépeinte avec tendresse[12]. Il s'agit d'une « femme lumineuse qui arrive à arracher, pour elle et ses trois enfants de grands moments de bonheur »[13].
- Mi : sœur aînée de Florence Cestac.
- Phi : frère cadet de Florence Cestac.
- La belle-mère : la mère de Jacques Cestac se montre « ronchon »[2].

## Genèse de l'œuvre
Florence Cestac est une autrice de bande dessinée née en 1949 à Pont-Audemer (Eure), plus précisément à Saint-Germain-Village. Elle a étudié aux Beaux-Arts de Rouen puis aux Arts Déco de Paris avant de fonder, avec Étienne Robial, la maison d'édition Futuropolis à Paris au début des années 1970. Elle a signé plusieurs bandes dessinées à tendance autobiographique ; ses œuvres reflètent son humour ainsi que son engagement féministe.
En 2013 a lieu le vote légalisant le mariage entre personnes de même sexe en France (aussi appelé « mariage pour tous »). Parmi les débats ayant entouré ce sujet, les opposants au projet — comme la manif pour tous — répétaient le slogan « un papa, une maman » comme modèle familial. Le titre de cette bande dessinée est une allusion à ce slogan,, avec un ton ironique car la famille Cestac n'a rien de « formidable ». Par cet ouvrage, Florence Cestac critique le modèle traditionnel, patriarcal, qu'elle estime « loin d'être performant ». Néanmoins, sachant que son récit allait heurter sa mère, l'artiste a patienté jusqu'à son décès en 2019 pour créer l'album.

## Choix graphiques et narratifs
Florence Cestac est connue pour son ton humoristique et pour son graphisme rond ; elle dote ses personnages d'un gros nez,. L'artiste déclare n'avoir exagéré aucun trait de caractère.
L'autrice, sous un ton d'humour, évoque la blessure ancienne que représente ce père : « jamais le rire de Cestac n'a été aussi proche des larmes ». Peu intéressé par la culture, il n'a jamais lu les bandes dessinées de sa fille et n'a montré de fierté, dans la carrière de Florence Cestac, que pour ses illustrations du dictionnaire ; père et fille ne se sont « jamais accordés, jamais trouvés ». Ce manque d'amour, pour l'autrice, est « le regret de sa vie ».
Elle livre une critique d'un modèle patriarcal où « l'époux est un tyran » tandis que son épouse doit le servir, élever les enfants et rester dans la dépendance financière. Son récit narre en outre le comportement d'« une famille dans les Trente Glorieuses », marquée par le baby-boom, le confort moderne et « un tenace patriarcat ». Elle décrit aussi le milieu de « la petite bourgeoisie de province »,. Le Télégramme voit dans cet album un « véritable témoignage social » sur un modèle familial que Cestac déconstruit.
À travers le récit sur ses parents, Florence Cestac raconte aussi son propre parcours social et artistique et son ascension dans le monde de la bande dessinée, la conquête de sa liberté ainsi que son émancipation envers les codes familiaux, malgré son père qui, en guise d'avenir, lui suggérait d'être jolie et d'épouser « un bon gars ».